# 58. Division (Japanisches Kaiserreich)
Die 58. Division (jap. 第58師団, Dai-58 Shidan) war eine Division des Kaiserlich Japanischen Heeres, die 1942 aufgestellt und 1945 aufgelöst wurde. Ihr Tsūshōgō-Code (militärischer Tarnname) war Breite-Division (広兵団, Hiro-heidan) oder Hiro 2305.

## Geschichte der Einheit
Die 58. Division wurde am 2. Februar 1942 unter dem Kommando von Generalleutnant Shimono Ikkaku (jap. 下野一霍) in der Hupeh-Provinz (China) als Typ C „Brigade“/„Spezial“ Division aufgestellt. Wie bei den meisten Divisionen, die im späteren Verlauf des Krieges aufgestellt wurden, wurden bestehende Einheiten aus ihren Stammeinheiten losgelöst oder aufgelöst. Im Fall der 58. Division diente die 18. Selbstständige Gemischte Brigade als Stammeinheit. Der Division unterstand die 51. Infanterie-Brigade mit den Selbstständigen Infanterie-Bataillonen 92, 93, 94 und 95, und die 52. Infanterie-Brigade mit den Selbstständigen Infanterie-Bataillonen 96, 106, 107 und 108 sowie die 58. Pionier-, 58. Signal-, 58. Transport und 58. Sanitäts-Einheit. Die Division hatte eine Stärke von ca. 10.000 bis zu 12.000 Mann und verfügte über keine eigene Feldartillerie- oder Panzereinheiten. Feuerunterstützung wurde durch Typ 92 Schwere Maschinengewehre, Typ 89 50-mm-Granatwerfer und Typ 92 Bataillonsgeschütze gegeben. Wie für Typ C-Divisionen üblich war sie für die Partisanen-Bekämpfung vorgesehen.
Ab 5. Mai 1943 war die 58. Division in Kampfhandlungen in der Schlacht von West-Hubei verwickelt. Nachdem die japanischen Truppen die Städte Wuhan und Yichang im Oktober 1938 eingenommen hatten, wollten sie den Yangtse-Fluss für den Schiffsverkehr nutzen. In Yichang hatten sie 53 Bargen erbeuten, die sie nach Wuhan überführen wollten. Die chinesischen Truppen, hauptsächlich die chinesische 128. Division, störten bzw. unterbanden jedoch den Flussverkehr und so sah sich das Oberkommando der 6. Regionalarmee gezwungen, die Feindkräfte zu vertreiben. Dazu wurde die 58. Division der 11. Armee eingesetzt. Unterstützt durch fünf weitere Divisionen der 20. Armee erzielte die 58. große Geländegewinne gegen ansteigenden chinesischen Widerstand. Nachdem die Flussverbindung gesichert war, konnten die 53 Bargen nach Wuhan überführt werden. Ab 6. Juni begann das chinesische 74. Korps jedoch mit einer großangelegten Gegenoffensive, die die Japaner vollkommen überraschte und bis zum 11. Juni aus allen seit Mai 1943 eroberten Gebieten zurückwarf. Die Schlacht hatte 25.000 japanische Verluste gefordert denen 60.000 chinesische gegenüberstanden.

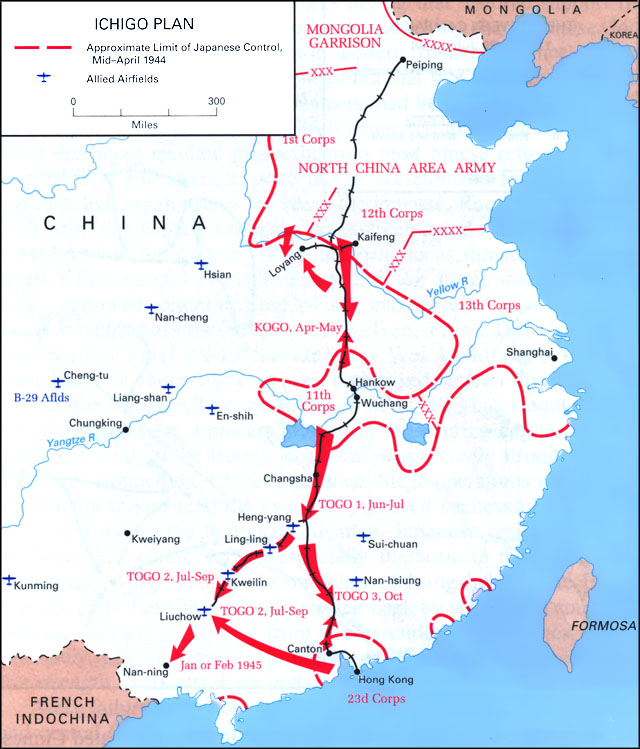
Die Bewegungen japanischer Truppen während der Operation Ichi-gō

Ab 1. März 1944 übernahm Generalleutnant Mōri Suehiro die Division, mit der er vom 17. April bis 11. Dezember 1944 an der Operation Ichi-gō beteiligt war. Insgesamt 23 Divisionen mit über 400.000 Soldaten waren an dem größten japanischen Unternehmen des Krieges beteiligt. Im Mai kam es zur vierten Schlacht um Changsha, die dieses Mal, nach dem die drei vorangegangenen Schlachten um die Stadt verlustreich abgeschlagen worden waren, siegreich für die Japaner ausging. Nach Einnahme von Changsha griffen die 68. und 116. Division am 22. Juni die Stadt Hengyang an, die von der Nationalrevolutionären Armee schwer befestigt worden war. Die Schlacht um Hengyang vom 22. Juni bis zum 8. August 1944 war die längste Schlacht um eine Stadt während des Zweiten Chinesisch-Japanischen Krieges. Nachdem die Heeresluftstreitkräfte die Stadt mit Brandbomben belegt hatten, erfolgte der Angriff der Infanterie. Die Chinesen hatten ihre Verteidigung mit überschneidenden Feuerzonen aufgebaut, sodass die japanischen Verluste schnell anstiegen. Um den Druck auf die chinesischen Verteidiger zu erhöhen, wurden zuerst die 58. Division, danach noch die 13. und 40. Division herangeführt, die den chinesischen Widerstand zum Erliegen brachte. Am 8. August fiel Hengyang. Von den 110.000 angreifenden Japanern waren ca. 30.000 gefallen oder verwundet worden.
Nach Ende der Kampfhandlungen um Hengyang verblieben die Reste der 58. Division unter Generalleutnant Kawamata Taketo in der Gegend und 1945 wurde die Division aufgelöst.